# Copa Desafío de la AFC 2010
La Copa Desafío de la AFC 2010 fue la tercera edición de la Copa Desafío de la AFC, torneo de fútbol que reunía a las selecciones nacionales de Asia de más bajo nivel. Fue organizado por la Confederación Asiática de Fútbol (AFC) y se disputó entre el 16 y el 27 de febrero en Sri Lanka, con la participación de 8 seleccionados nacionales masculinos.
La selección campeona fue Corea del Norte que venció en la tanda de penales de la final a Turkmenistán. El título le otorgó la clasificación directa a la Copa Asiática 2011.

## Sede
El torneo se desarrolló en su totalidad en la ciudad de Colombo, en Sri Lanka, siendo dos los estadios que actuaron como sede.
| Colombo                         | Colombo            |
| ------------------------------- | ------------------ |
| Distrito de Colombo (UTC+05:30) |                    |
| Estadio Sugathadasa             | Estadio de CR & FC |
| Capacidad: 35.000               | Capacidad: 5 550   |
|                                 |                    |

## Formato
Las 8 selecciones participantes fueron divididas en 2 grupos de 4 equipos cada una. Dentro de cada grupo, las selecciones se enfrentaron bajo el sistema de todos contra todos, a una sola rueda, de manera tal que cada una de ellas disputó tres partidos. Los puntos se computaron a razón de 3 —tres— por partido ganado, 1 —uno— en caso de empate y 0 —cero— por cada derrota.
Las dos selecciones de cada grupo mejor ubicadas en la tabla de posiciones final pasaron a las semifinales. El orden de clasificación se determinó teniendo en cuenta los siguientes criterios, en orden de preferencia:
1. El mayor número de puntos obtenidos.
2. El mayor número de puntos obtenidos en los partidos entre los equipos en cuestión.
3. La mayor diferencia de goles en los partidos entre los equipos en cuestión.
4. El mayor número de goles anotados por cada equipo en los partidos entre los equipos en cuestión.
5. La mayor diferencia de goles en todos los partidos del grupo.
6. El mayor número de goles a favor en todos los partidos del grupo.
7. Tiros desde el punto penal (si ambos equipos hubieran empatado en todos los criterios anteriores y se encontraran al mismo tiempo en el campo de juego).
8. Menor cantidad de tarjetas amarillas y rojas recibidas.
9. Sorteo del comité organizador.

Los cuatro clasificados disputaron las semifinales. Los perdedores de dicha instancia disputaron el partido por el tercer puesto, y los vencedores jugaron la final, cuyo ganador se consagró campeón.

## Equipos participantes
Las selecciones de India, Corea del Norte y Tayikistán clasificaron de manera automática a la fase final del certamen. Los otros cinco cupos fueron determinados mediante una instancia clasificatoria en la que participaron 17 equipos.
| Equipos participantes | Equipos participantes | Equipos participantes | Equipos participantes |
| --------------------- | --------------------- | --------------------- | --------------------- |
| Bangladés             | Corea del Norte       | Kirguistán            | Tayikistán            |
| Birmania              | India U23             | Sri Lanka             | Turkmenistán          |

## Fase de grupos
- Los horarios son correspondientes a la hora de Sri Lanka (UTC+5:30).

### Grupo A
| Pos. | Equipo     | Pts. | PJ | G | E | P | GF | GC | Dif. | Clasificación |
| ---- | ---------- | ---- | -- | - | - | - | -- | -- | ---- | ------------- |
| 1    | Tayikistán | 6    | 3  | 2 | 0 | 1 | 7  | 3  | +4   | Semifinales   |
| 2    | Birmania   | 6    | 3  | 2 | 0 | 1 | 6  | 4  | +2   | Semifinales   |
| 3    | Sri Lanka  | 3    | 3  | 1 | 0 | 2 | 4  | 7  | −3   |               |
| 4    | Bangladés  | 3    | 3  | 1 | 0 | 2 | 3  | 6  | −3   |               |

 Fuente: RSSSF
| 16 de febrero de 2010 | Tayikistán | 1:2 (0:0) | Bangladés             | Estadio Sugathadasa, Colombo                             |                                                          |
| 16:00 SLST (UTC+5:30) | Rabiev 70' | Reporte   | Hoque 67' · Meshu 74' | Asistencia: 1 000 espectadores Árbitro(s): Hajime Matsuo | Asistencia: 1 000 espectadores Árbitro(s): Hajime Matsuo |

| 16 de febrero de 2010 | Birmania                                                        | 4:0 (1:0) | Sri Lanka | Estadio Sugathadasa, Colombo                               |                                                            |
| 19:00 SLST (UTC+5:30) | Kyaw Thi Ha 39' · Yan Paing 71' · Pai Soe 81' · Myo Min Tun 87' | Reporte   |           | Asistencia: 3 000 espectadores Árbitro(s): Alireza Faghani | Asistencia: 3 000 espectadores Árbitro(s): Alireza Faghani |

| 18 de febrero de 2010 | Sri Lanka      | 1:3 (0:2) | Tayikistán                         | Estadio Sugathadasa, Colombo                       |                                                    |
| 16:00 SLST (UTC+5:30) | Dalpethado 78' | Reporte   | Rabimov 13' · Fatkhuloev 32' 90+2' | Asistencia: 1 000 espectadores Árbitro(s): Tan Hai | Asistencia: 1 000 espectadores Árbitro(s): Tan Hai |

| 18 de febrero de 2010 | Bangladés   | 1:2 (0:2) | Birmania                      | Estadio Sugathadasa, Colombo                               |                                                            |
| 19:00 SLST (UTC+5:30) | Hossain 49' | Reporte   | Tun Tun Win 16' · Pai Soe 32' | Asistencia: 500 espectadores Árbitro(s): Mukhtar Al Yarimi | Asistencia: 500 espectadores Árbitro(s): Mukhtar Al Yarimi |

| 20 de febrero de 2010 | Tayikistán                             | 3:0 (1:0) | Birmania | Estadio de CR & FC, Colombo                              |                                                          |
| 15:00 SLST (UTC+5:30) | Rabimov 33' · Hakimov 52' · Rabiev 88' | Reporte   |          | Asistencia: 100 espectadores Árbitro(s): Nawaf Shukralla | Asistencia: 100 espectadores Árbitro(s): Nawaf Shukralla |

| 20 de febrero de 2010 | Sri Lanka                                         | 3:0 (2:0) | Bangladés | Estadio Sugathadasa, Colombo                            |                                                         |
| 15:00 SLST (UTC+5:30) | Kaiz 7' · Wellala Hettige 43' · Shanmugarajah 79' | Reporte   |           | Asistencia: 600 espectadores Árbitro(s): Chaiya Mahapab | Asistencia: 600 espectadores Árbitro(s): Chaiya Mahapab |

### Grupo B
| Pos. | Equipo          | Pts. | PJ | G | E | P | GF | GC | Dif. | Clasificación |
| ---- | --------------- | ---- | -- | - | - | - | -- | -- | ---- | ------------- |
| 1    | Corea del Norte | 7    | 3  | 2 | 1 | 0 | 8  | 1  | +7   | Semifinales   |
| 2    | Turkmenistán    | 7    | 3  | 2 | 1 | 0 | 3  | 1  | +2   | Semifinales   |
| 3    | Kirguistán      | 3    | 3  | 1 | 0 | 2 | 2  | 6  | −4   |               |
| 4    | India U23       | 0    | 3  | 0 | 0 | 3 | 1  | 6  | −5   |               |

 Fuente: RSSSF
| 17 de febrero de 2010 | India U23         | 1:2 (0:2) | Kirguistán                   | Estadio Sugathadasa, Colombo                             |                                                          |
| 16:00 SLST (UTC+5:30) | Franco 58' (pen.) | Reporte   | Amirov 15' · Zemlianuhin 32' | Asistencia: 800 espectadores Árbitro(s): Nawaf Shukralla | Asistencia: 800 espectadores Árbitro(s): Nawaf Shukralla |

| 17 de febrero de 2010 | Corea del Norte   | 1:1 (0:1) | Turkmenistán  | Estadio Sugathadasa, Colombo                            |                                                         |
| 19:00 SLST (UTC+5:30) | Ryang Yong-gi 51' | Reporte   | Garadanow 36' | Asistencia: 400 espectadores Árbitro(s): Chaiya Mahapab | Asistencia: 400 espectadores Árbitro(s): Chaiya Mahapab |

| 19 de febrero de 2010 | Kirguistán | 0:4 (0:1) | Corea del Norte                                                                 | Estadio Sugathadasa, Colombo                             |                                                          |
| 16:00 SLST (UTC+5:30) |            | Reporte   | Pak Song-chol 29' · Pak Kwang-ryong 47' · Choe Myong-ho 65' · Ri Chol-myong 68' | Asistencia: 300 espectadores Árbitro(s): Andre El Haddad | Asistencia: 300 espectadores Árbitro(s): Andre El Haddad |

| 19 de febrero de 2010 | Turkmenistán         | 1:0 (1:0) | India U23 | Estadio Sugathadasa, Colombo                           |                                                        |
| 19:00 SLST (UTC+5:30) | Garadanow 24' (pen.) | Reporte   |           | Asistencia: 500 espectadores Árbitro(s): Hajime Matsuo | Asistencia: 500 espectadores Árbitro(s): Hajime Matsuo |

| 21 de febrero de 2010 | India U23 | 0:3 (0:1) | Corea del Norte                           | Estadio Sugathadasa, Colombo                     |                                                  |
| 15:00 SLST (UTC+5:30) |           | Reporte   | Ryang Yong-gi 36' 72' · Choe Chol-man 57' | Asistencia: 300 espectadores Árbitro(s): Tan Hai | Asistencia: 300 espectadores Árbitro(s): Tan Hai |

| 21 de febrero de 2010 | Turkmenistán   | 1:0 (0:0) | Kirguistán | Estadio de CR & FC, Colombo                              |                                                          |
| 15:00 SLST (UTC+5:30) | Nurmyradow 70' | Reporte   |            | Asistencia: 100 espectadores Árbitro(s): Andre El Haddad | Asistencia: 100 espectadores Árbitro(s): Andre El Haddad |

## Fase de eliminatorias

### Cuadro de desarrollo
|  | Semifinales             | Semifinales          |                              |       | Final | Final |
|  |                         |                      |                              |       |       |       |
|  | 24 de febrero – Colombo |                      |                              |       |       |       |
|  |                         |                      |                              |       |       |       |
|  | Tayikistán              | 0                    |                              |       |       |       |
|  | Tayikistán              | 0                    | 27 de febrero – Colombo      |       |       |       |
|  | Turkmenistán            | 2                    |                              |       |       |       |
|  | Turkmenistán            | 2                    | Turkmenistán                 | 1 (4) |       |       |
|  | 24 de febrero – Colombo |                      | Turkmenistán                 | 1 (4) |       |       |
|  |                         | Corea del Norte (p.) | 1 (5)                        |       |       |       |
|  | Corea del Norte         | Corea del Norte (p.) | 1 (5)                        | 5     |       |       |
|  | Corea del Norte         |                      |                              | 5     |       |       |
|  | Birmania                | 0                    |                              |       |       |       |
|  | Birmania                | 0                    | Partido por el tercer puesto |       |       |       |
|  |                         |                      |                              |       |       |       |
|  | 27 de febrero – Colombo |                      |                              |       |       |       |
|  |                         |                      |                              |       |       |       |
|  | Tayikistán              | 1                    |                              |       |       |       |
|  | Tayikistán              | 1                    |                              |       |       |       |
|  | Birmania                | 0                    |                              |       |       |       |

### Semifinales
| 24 de febrero de 2010 | Tayikistán | 0:2 (0:2) | Turkmenistán            | Estadio Sugathadasa, Colombo                             |                                                          |
| 15:30 SLST (UTC+5:30) |            | Reporte   | Amanow 33' · Urazow 42' | Asistencia: 300 espectadores Árbitro(s): Alireza Faghani | Asistencia: 300 espectadores Árbitro(s): Alireza Faghani |

| 24 de febrero de 2010 | Corea del Norte                                                                   | 5:0 (3:0) | Birmania | Estadio Sugathadasa, Colombo                               |                                                            |
| 19:00 SLST (UTC+5:30) | Choe Myong-ho 6' · Choe Chol-man 12' 73' · Pak Song-chol 13' · Kim Seong-yong 85' | Reporte   |          | Asistencia: 400 espectadores Árbitro(s): Mukhtar Al Yarimi | Asistencia: 400 espectadores Árbitro(s): Mukhtar Al Yarimi |

### Tercer puesto
| 27 de febrero de 2010 | Tayikistán     | 1:0 (1:0) | Birmania | Estadio Sugathadasa, Colombo                             |                                                          |
| 15:30 SLST (UTC+5:30) | Numondzhon 11' | Reporte   |          | Asistencia: 300 espectadores Árbitro(s): Andre El Haddad | Asistencia: 300 espectadores Árbitro(s): Andre El Haddad |

### Final
| 27 de febrero de 2010 | Turkmenistán                                                   | 1:1 (1:1, 1:0) (4:5 p.)    | Corea del Norte                                                                             | Estadio Sugathadasa, Colombo                               |                                                            |
| 19:00 SLST (UTC+5:30) | Berdy 33'                                                      | Reporte                    | Ryang Yong-gi 75'                                                                           | Asistencia: 3 000 espectadores Árbitro(s): Alireza Faghani | Asistencia: 3 000 espectadores Árbitro(s): Alireza Faghani |
|                       |                                                                | Tiros desde el punto penal |                                                                                             |                                                            |                                                            |
|                       | Öwekow · Garadanow · Şamyradow · Rejepow · Nurmyradow · Amanow |                            | Pak Song-chol · Ryang Yong-gi · Chae Tu-yong · Pak Yong-jin · Ri Chol-myong · Ri Kwang-hyok |                                                            |                                                            |

|                            |
| Bandera de Corea del Norte |
| Campeón                    |
| Corea del Norte            |
| 1.º título                 |

## Estadísticas

### Tabla general
| Pos. | Equipo          | Pts | PJ | PG | PE | PP | GF | GC | Dif. | Rend.  |
| ---- | --------------- | --- | -- | -- | -- | -- | -- | -- | ---- | ------ |
| 1    | Corea del Norte | 11  | 5  | 3  | 2  | 0  | 14 | 2  | 12   | 73,33% |
| 2    | Turkmenistán    | 11  | 5  | 3  | 2  | 0  | 6  | 2  | 4    | 73,33% |
| 3    | Tayikistán      | 9   | 5  | 3  | 0  | 2  | 8  | 5  | 3    | 60%    |
| 4    | Birmania        | 6   | 5  | 2  | 0  | 3  | 6  | 10 | −4   | 40%    |
| 5    | Sri Lanka       | 3   | 3  | 1  | 0  | 2  | 4  | 7  | −3   | 33,33% |
| 6    | Bangladés       | 3   | 3  | 1  | 0  | 2  | 3  | 6  | −3   | 33,33% |
| 7    | Kirguistán      | 3   | 3  | 1  | 0  | 2  | 2  | 6  | −4   | 33,33% |
| 8    | India U23       | 0   | 3  | 0  | 0  | 3  | 1  | 6  | −5   | 0%     |

### Goleadores
4 goles
- Ryang Yong-gi

3 goles
- Choe Chol-man

2 goles
- Pai Soe
- Choe Myong-ho
- Pak Song-chol
- Fatkhullo Fatkhuloev
- Numonjon Hakimov
- Yusuf Rabiev
- Ibrahim Rabimov
- Mämmedaly Garadanow

1 gol
- Enamul Hoque
- Mohamed Zahid Hossain
- Atiqur Rahman Meshu
- Denzil Franco
- Ildar Amirov
- Anton Zemlianuhin
- Kyaw Thiha
- Myo Min Tun
- Tun Tun Win
- Yan Paing
- Kim Seong-yong
- Pak Kwang-ryong
- Ri Chol-myong
- Philip Dalpethado
- Chathura Gunarathna
- Shafraz Kaiz
- S. Sanjeev
- Arslanmyrat Amanow
- Begli Nurmyradow
- Berdi Şamyradow
- Didargylyç Urazow

### Jugador Más Valioso
| Jugador       | Selección       |
| ------------- | --------------- |
| Ryang Yong-gi | Corea del Norte |

### Premio al Juego Limpio
| Selección       |
| --------------- |
| Corea del Norte |